# كيث ماسون (لاعب كرة قدم)
كيث ماسون (بالإنجليزية: Keith Mason)‏ (19 يوليو 1958 بليستر في المملكة المتحدة - ) هو لاعب كرة قدم بريطاني في مركز حراسة المرمى. لعب مع ليستر سيتي وهدرسفيلد تاون.

## وصلات خارجية
- كيث ماسون على موقع قاعدة بيانات كرة القدم.إي يو (الإنجليزية)